# Villimpenta
Villimpenta is een gemeente in de Italiaanse provincie Mantua (regio Lombardije) en telt 2107 inwoners (31-12-2004). De oppervlakte bedraagt 15,0 km², de bevolkingsdichtheid is 150 inwoners per km².

## Demografie
Villimpenta telt ongeveer 869 huishoudens. Het aantal inwoners daalde in de periode 1991-2001 met 4,4% volgens cijfers uit de tienjaarlijkse volkstellingen van ISTAT.
| Jaar | Inwoneraantal |
| ---- | ------------- |
| 1991 | 2202          |
| 2001 | 2105          |

## Geografie
Villimpenta grenst aan de volgende gemeenten: Castel d'Ario, Gazzo Veronese (VR), Roncoferraro, Sorgà (VR), Sustinente.